# Qadesh (ville)
Pour les articles homonymes, voir Qadesh et Laodicée.
Qadesh ou Kedech (probablement prononcé Qidš(a) dans l'Antiquité, Kinza pour les Hittites, Kdš(w) dans les textes égyptiens) est une ville de la Syrie antique. Elle correspond au site actuel de Tell Nebi Mend, situé à 24 km au sud-ouest de Homs, en amont du lac Qattina ou lac de Homs, sur la rive ouest de l'Oronte, à proximité de la frontière libanaise.

## Laodicée ad Libanum
Le tell Nebi Mend semble être le site de la ville hellénistique de Laodicée ad Libanum, dite aussi Laodicée de l'Oronte ou Laodicée Scabiosa (en latin : Laodicea ad Libanum ou (S)cabiosa Laodicea, Laodicée rugeuse /galeuse ?, en grec : Λαοδίκεια η κατά Λίβανον, Laodicée proche du Liban). « D'anciens villages indigènes (sont) érigés en cité comme Qadesh-Tell Nebi Mend, village médiocre transformé en une Laodicée du Liban ». La ville est citée par Pline l'Ancien. Au IIe siècle, Septime Sévère en fait une cité de droit romain (ius italicum).

## Bataille de Qadesh
La ville fut le lieu de batailles dont la plus célèbre, qui eut lieu au début du XIIIe siècle avant notre ère, opposa deux grandes puissances de l'époque : les armées de l'empire hittite menées par Muwatalli II et de l'Égypte menées par Ramsès II lui-même. L'issue de la bataille est aujourd'hui encore incertaine, en effet, les sources égyptiennes relatent une victoire alors que les fouilles archéologiques faites en Turquie évoquent une défaite relative de Ramsès II.